# Epicalymma umbonata
Epicalymma umbonata är en kräftdjursart som beskrevs av Heron 1977. Epicalymma umbonata ingår i släktet Epicalymma och familjen Oncaeidae. Inga underarter finns listade i Catalogue of Life.